# Levante, Spanien

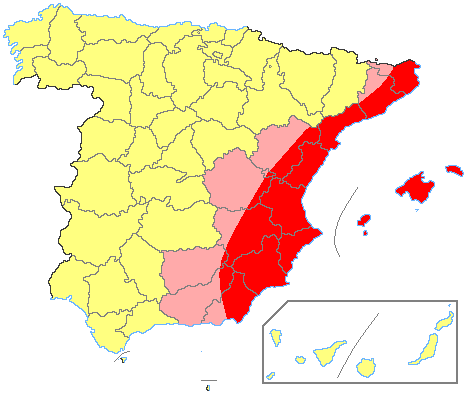
Levante i Spanien.

Levante, på svenska ibland kallat Levanten, är en benämning på en del av östra Spanien, inklusive merparten av landets kust mot Medelhavet. Området utgörs ungefärligen av de autonoma regionerna Valencia, Murcia, Katalonien, östra delarna av Kastilien-La Mancha och Andalusien, södra delen av Aragonien samt ögruppen Balearerna.